# Anatema
Anatema (del latín anathema, y este del griego ἀνάθεμα, «maldito, apartado») significa etimológicamente ofrenda, pero su uso principal equivale al de maldición o al de "desterrado de Dios" , en el sentido de condena a ser apartado o separado, cortado como se amputa un miembro, de una comunidad de creyentes. 
Era una sentencia mediante la cual se expulsaba a un hereje del seno de la sociedad religiosa; era una pena aún más grave que la excomunión porque el individuo era desterrado y a su vez era maldecido.

8 Mas si aún nosotros, o un ángel del cielo, os anunciare otro evangelio diferente del que os hemos anunciado, sea anatema.
Galatas 1:8

- Estar formalmente separado,

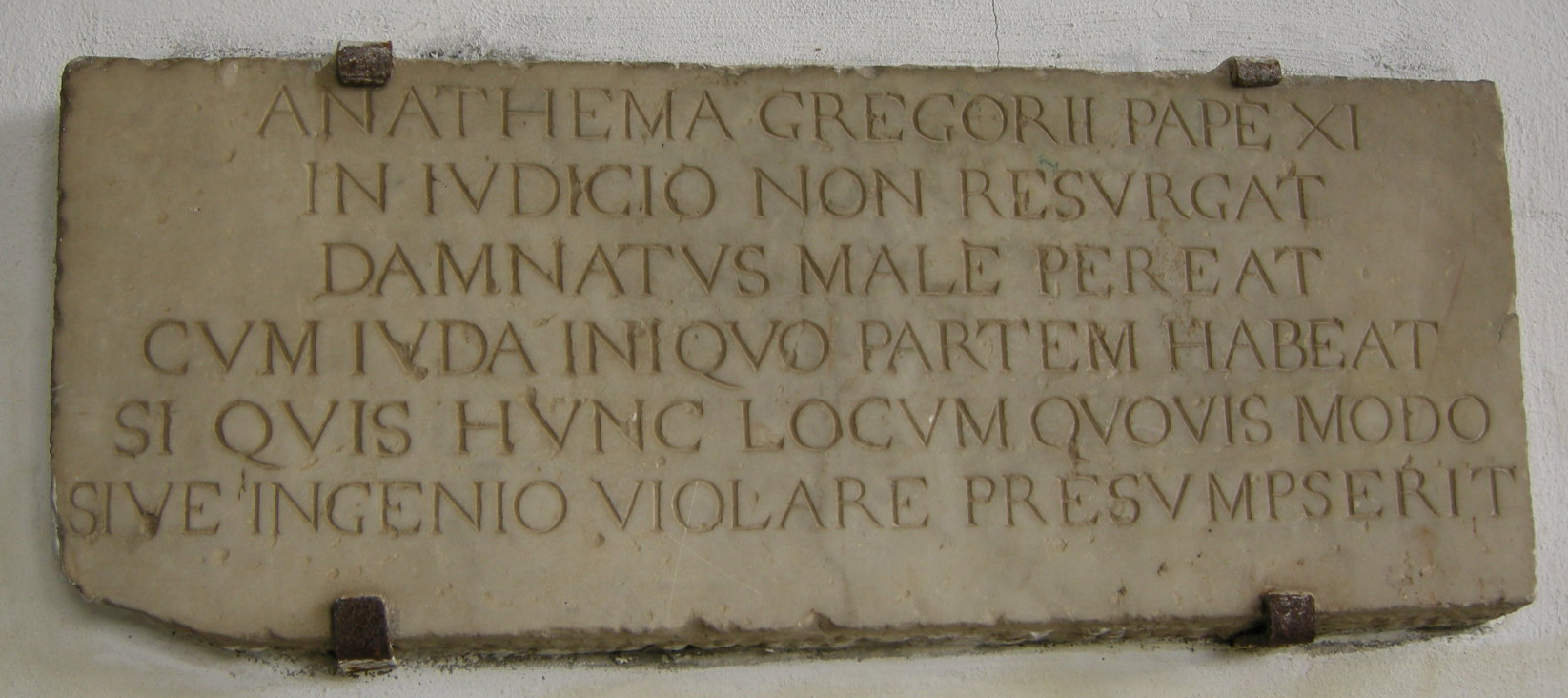
Anatema al Papa Gregorio: el tribunal los condenó nuevamente a muerte cuando tuvieran su parte de las desventajas de este lugar o violaran de alguna manera la presunta capacidad.

- Desterrado, exiliado, incomunicado o
- Innominado, a veces malinterpretado con el significado de maldito.

## Definición
Primitivamente señalaba los objetos consagrados a los dioses, especialmente las ofrendas. Con el cristianismo, pasó a significar «maldito, fuera de la Iglesia». Dentro del cristianismo, se trata de la máxima sanción impuesta a los pecadores; no solamente quedan excluidos de los sacramentos, sino que desde ese momento se les considera destinados a la condenación eterna. En el Antiguo Testamento, se condena al exterminio de las personas o cosas afectadas por una maldición atribuida a Dios (ej. Caín).

## Comentarios
No es sencillo lograr una traducción óptima del término «anatema/anathema», sobre todo porque recientemente se lo ha vuelto a asociar con términos benévolos. El significado original de la palabra griega implicaba una «ofrenda a los dioses», algo de connotación positiva según los criterios espirituales de la Antigua Grecia. Cuando la palabra fue empleada en la Septuaginta (traducción al griego de las Escrituras originales en hebreo), el término anatema fue usado para traducir la palabra hebrea herem (relacionada con el árabe harama y el hausa haram): 
«Herem» significaba (y significa) algo «olvidado», «fuera de límites», «tabú» o «dado irrevocablemente a la destrucción por no afecto»; también algo «maldito». La palabra hebrea fue utilizada en versos como Levítico 27:29 para referirse a cosas ofrecidas a Dios y también para referir a algo «fuera de límites» o «apartado del uso común u ordinario» (no religioso). A raíz de que la palabra griega «anatema» que significaba «ofrenda a Dios» fue usada para traducir la palabra «herem» en su contexto, se han presentado ciertas discrepancias en cuanto a significado y traducción. Tanto fue así que el significado de la palabra griega «anatema», bajo la influencia de su asociación con la palabra hebrea «herem», fue eventualmente adoptado para dar idea de «separar» (siendo que herem en realidad tenía otro tipo de connotación: la palabra daba idea de algo «desterrado» o «algo considerado bajo el juicio y condenación de la comunidad». Desafortunadamente dentro de la lengua inglesa, no se encuentran términos afines, y tampoco en castellano. Por otro lado, de considerarse algo anatema como algo «maldito», el término «maldecir» en sí sugiere oscuros poderes y artes mágicas, las cuales siempre estuvieron prohibidas y condenadas en la tradición judeocristiana. En la Biblia, en el Libro de Josue 6:15-19, se refiere el término a una ofrenda maldita, propiedad de Jehová, dicha ofrenda se haría maldita al que la tomase.
En la Antigua Grecia, un anatema era cualquier objeto o práctica reservados en un templo o apartados como sagrados para servicio a los dioses. En ese sentido la forma de la palabra fue utilizada una vez (en plural) en el Nuevo Testamento griego, en Lucas 21:5, «más tarde, cuando hablaban algunos respecto al templo, como estaba adornado de piedras hermosas y «exvotos», («Ἀναθέμασ»), dijo “en cuanto a estas cosas que contemplan, los días vendrán en que no se dejara aquí piedra sobre piedra que no sea derribada”». El texto griego original Ἀναθέμασ, (anatemas), en este contexto suele traducirse como «exvotos», «ofrendas» o «regalos». Asimismo el término «anatema» aparece en el Libro de Judith 16:23, donde es traducido como «regalo al Señor». En la Septuaginta la voz «anatema» es generalmente utilizada bajo los conceptos tomados del hebreo: la palabra herem, derivada de una raíz que por un lado significa (1) consagrar o devotar; y por otro lado (2) exterminar. Ver (Números 18:14; Levítico 27:28, 29).
Fue por la segunda acepción del término que la idea de exterminio se conectaba con la expresión «exterminio de naciones idólatras». El término herem tenía todo un espectro de aplicaciones. El anatema o herem era una persona u objeto irrevocablemente devoto o dedicado a lo mundano, por lo tanto, implicaba en sí la idea de destinado a la destrucción (Números 21:2, 3; Josué 6:17).
Ciertos eruditos aplicaron al término anatema el significando de un «objeto maldito». Hay como siempre una mirada alternativa: que la palabra griega «anatema», en estos pasajes, fue usada por los traductores de la Septuaginta griega para significar «ofrenda a Dios», sin las connotaciones negativas, pero es algo en terreno de discusión.
La mirada tradicional es que en el Nuevo Testamento la palabra anathema siempre implica deshonra, exclusión y castigo. En algunos casos un individuo pronuncia un anathema sobre su persona si en sí mismo valora ciertas condiciones inconclusas (Hechos 23:12, 14, 21). Ver: (1.ª Corintios 12:3; Gálatas 1:8, 9)
Bajo una mirada alternativa, de todas maneras, la palabra anatema en el Nuevo Testamento fue utilizada inicialmente en relación con su significado original de «ofrecido a Dios».
En la Romanos 9:3, la expresión «anatema, separado de Cristo» —excluido de la compañía o alianza con Cristo—, ha ocasionado muchas dificultades interpretativas. El concepto tradicional es que el apóstol aquí no expresa un deseo en sí, sino que intenta transmitir un sentimiento vehemente, mostrando cuán fuerte era su anhelo por la salvación de su gente. Bajo una mirada alternativa, San Pablo está expresando el deseo de «ofrecerse a Dios» por Cristo.
El punto de vista tradicional es que la palabra anatema en la 1.ª Corintios 16:22 denota que todos aquellos que no aman al Señor son objeto de odio y repulsión de todos los santos: ellos son culpables de un crimen que merece la más severa condena; ellos están expuestos a la sentencia de «destrucción definitiva del Señor». El punto de vista alternativo, es que San Pablo está diciendo que aquellos que no aman al Señor deberían ser ofrecidos a Dios.
Con el transcurso del tiempo, para la Iglesia Cristiana el término anathema vino a significar una forma de extrema sanción religiosa bajo pena de excomulgar. La instancia más temprana de aplicación de la forma está en el Concilio de Elvira (c.306), y después de ello se volvió el método más común para la eliminación de herejes. Cirilo de Alejandría emitió doce anathemas contra Nestorio en 431. En el siglo V, se efectuó una distinción formal entre anathema y excomunión, donde la excomunión establecía excluir una persona o grupo de personas del rito de Eucaristía y atención al culto, mientras que anathema significaba una separación completa del sujeto del Cuerpo de Cristo.
El Código de Derecho Canónico, que abolió todas las penas eclesiásticas no mencionadas en el mismo Código (canon 6), hizo al «anatema» sinónimo de la «excomunión» (canon 2257). El ritual antes descrito no está incluido en el Pontificale Romanum posterior al Concilio Vaticano II.